# Irene Schroll
Irene Schroll (Traunstein, 1966) è una biatleta tedesca.

## Biografia
Nel 1990, è stata selezionata per il suo primo e unico campionato del mondo, dove ha vinto la medaglia d'argento nella gara a squadre con Daniela Hörburger, Inga Kesper e Petra Schaaf e si è classificata quindicesima nello sprint. Quest'inverno, si assicura un settimo posto in una Coppa del Mondo individuale e una vittoria di squadra a Kontiolahti  .

## Premi

### Campionati mondiali
- 1 argento (gara a squadre a Minsk/Oslo/Kontiolahti 1990)

### Nazionale
- Campionessa di sprint nel 1989.
- Campionessa individuale nel 1990.